# Alban de Villeneuve-Bargemont
Alban de Villeneuve-Bargemont (ur. 8 sierpnia 1784 w Saint-Auban, zm. 8 czerwca 1850 w Paryżu) – francuski ekonomista i konserwatywny polityk, monarchista, brał udział w życiu politycznym cesarstwa napoleońskiego i restauracji. Z przerwami piastował funkcję prefekta, popierał powstanie rojalistów wywołane przez Karolinę Burbon-Sycylijską w 1832 roku. Nie akceptował rządów orleanistów i Ludwika Filipa I. Należał do Akademii Nauk Moralnych i Politycznych Instytutu Francji. Mimo swoich skrajnie konserwatywnych poglądów opowiadał się za polepszeniem bytu robotników i rozwojem praw pracowniczych. Uznawany jest za jednego z tych ekonomistów, którzy stworzyli podstawy do rozwoju w późniejszych dziesięcioleciach katolickiej nauki społecznej. Napisał znany podręcznik do ekonomii politycznej Histoire de l`Economie Politique (1841).